# Kulien
Kulien er en novelle af Johannes V. Jensen.
Den blev først udgivet i dagbladet Politiken den 16. april 1906 og kom første gang i bogform året efter i samlingen Singaporenoveller.
Ved udgivelsen i Politiken var det under titlen Hoang Tchin Po. Historien om en Kineser.
Johannes V. Jensen var på jordomrejse i 1902 og 1903 og havde et længere ophold i Singapore. Kulien er sat i Singapore og er centreret om den kinesiske indvandrer kulien og rickshaw-løberen Hoang Tchin Po.
Novellen skildrer det multietniske Singapore med kinesere, malayere, englændere og hinduer og de standsmæssige forskelle blandt Singapores kinesere.
Michael Mayer anser Kulien som et udtryk for eksotisme, og at "Jensen ist der einzige Autor, der den Exotismus für eine literarische Sozialmilieustudie in einer europäischen Kolonie nutzt".
Sven Hakon Rossel mener, at historien kan være inspireret af en episode i Frank Norris' roman McTeague.
Kulien er digitaliseret som en del af udgaven af Singaporenoveller fra 1907 og gjort tilgængelig på Johannes V. Jensen Forums hjemmeside.
En e-bogsudgave af novellesamlingen med Kulien kom til i 2016.
Teksten blev oversat til tysk og udgivet i samlingen Exotische Novellen fra 1909 sammen med de to andre noveller fra Singaporenoveller samt novellerne fra samlingen Lille Ahasverus.
Senere bøger, hvor Kulien er indeholdt, er blandt andet Hos Fuglene, samling redigeret af Niels Birger Wamberg med Johannes V. Jensens noveller.